# Mannur, Basavana Bagevadi
Mannur là một làng thuộc tehsil Basavana Bagevadi, huyện Bijapur, bang Karnataka, Ấn Độ.